# Qijiadian Shuiku
Qijiadian Shuiku (kinesiska: 祁家店水库) är en reservoar i Kina. Den ligger i provinsen Gansu, i den nordvästra delen av landet, omkring 400 kilometer nordväst om provinshuvudstaden Lanzhou. Trakten runt Qijiadian Shuiku består i huvudsak av gräsmarker.
Genomsnittlig årsnederbörd är 280 millimeter. Den regnigaste månaden är juli, med i genomsnitt 66 mm nederbörd, och den torraste är januari, med 3 mm nederbörd.